# NGC 755
NGC 755 (również NGC 763 lub PGC 7262) – galaktyka spiralna z poprzeczką (SBb), znajdująca się w gwiazdozbiorze Wieloryba.
Odkrył ją William Herschel 10 stycznia 1785 roku. W 1886 roku zaobserwował ją Ormond Stone, jednak niedokładnie obliczył jej pozycję i w rezultacie uznał, że odkrył nowy obiekt. John Dreyer w swoim New General Catalogue skatalogował obserwację Herschela jako NGC 755, a Stone’a jako NGC 763.